# Premier League (Myanmar)
A Premier League (MPL) (lit. Primeira Liga ou Primeira Divisão) foi a competição máxima do futebol birmanês, que decorreu entre os anos de 1996 e 2009. O campeonato foi disputado por clubes da cidade de Yangon, composto principalmente por clubes pertencentes a ministérios do governo, além de clubes privados. Fundado em 1996, o campeonato tinha como objetivo reformar o futebol da primeira divisão de Myanmar. No entanto, o campeonato que se disputava em Yangon nunca ganhou tração pelos torcedores birmaneses e fora substituído pela Liga Nacional de Myanmar, o principal campeonato profissional do país desde março de 2009. O clube Finance & Revenue foi o mais bem-sucedido da história da MPL ao conquistar, no total, onze títulos das treze edições do campeonato.

## História
Para a temporada 2005–06, o campeonato mudou seu nome de Myanmar Premier League para Myanmar League na tentativa de se tornar campeonato profissional. Os jogos até então disputados nos dias aleatórios durante a semana só foram disputados no fim de semana a partir desse ponto.

## Vencedores anteriores
Vencedores anteriores incluem:
- 1996: Finance and Revenue
- 1997: Finance and Revenue
- 1998: Yangon City Development
- 1999: Finance and Revenue
- 2000: Finance and Revenue
- 2001: Commerce[carece de fontes?]
- 2002: Finance and Revenue[carece de fontes?]
- 2003: Finance & Revenue
- 2004: Finance & Revenue
- 2005: Finance & Revenue
- 2006: Finance & Revenue
- 2007: Finance & Revenue
- 2008: Finance & Revenue[2]
- 2009: Commerce[3]